# Siemkowo (Silec)
Siemkowo (niem. Terra) – część wsi Silec w Polsce, położona w województwie warmińsko-mazurskim, w powiecie kętrzyńskim, w gminie Srokowo. Wchodzi w skład sołectwa Silec.
W latach 1975–1998 Siemkowo administracyjnie należało do województwa olsztyńskiego.

## Historia
Siemkowo powstało w XIX w. jako przysiółek wsi Silec.